# Telstar 11N
Telstar 11N ist ein geostationärer Kommunikationssatellit der Loral Skynet mit Sitz in New Jersey, USA, der den alternden Satelliten Telstar 11 ersetzen sollte. Am 31. Oktober 2007 fusionierte das kanadische Unternehmen Telesat Canada mit dem U.S. Unternehmen Loral Skynet.

## Geschichte
Loral Skynet beauftragte seine Tochterfirma Space Systems Loral im Januar 2006 mit dem Bau des Satelliten Telstar 11N für den kanadischen Betreiber Telesat aus Ottawa. Er wurde am 26. Februar 2009 um 18:29 UTC mit einer Zenit-3-SLB-Rakete gestartet. Etwa 8,5 Minuten später trennte sich die Oberstufe vom Typ Block DM-SLB mit dem Satelliten von der zweiten Raketenstufe und nach dreimaligem Zünden der Oberstufe und rund sechs Stunden Flug wurde der Satellit erfolgreich in einem Transferorbit ausgesetzt. Die endgültige Position in der geostationären Umlaufbahn erreichte der Satellit mit dem eigenen Antrieb. Die geplante Lebenserwartung des Satelliten beträgt 15 Jahre. Die SCN lautet 34111.

## Empfang
Die 39 Ku-Band Transponder sind so ausgerichtet, dass jeweils ein Strahl Nordamerika und die Karibik, Europa und Südafrika abdeckt und so Übertragungskapazität für Video- und Datenanwendungen für diese Gebiete zur Verfügung stellt. Der Satellit bietet zusammen mit Telstar 12 für Unternehmen und Behörden der See- und Luftfahrtsbranche die Möglichkeit, eine flächendeckende Mobilfunk- und Breitbandkommunikation vom Polarkreis bis zum Äquator zu nutzen. Seit August 2017 überträgt er im Rahmen des Blockstream-Satellite-Projekts auch Daten für das Bitcoin-Netzwerk.